# تقلب گسترده در امتحانات نهایی مدارس ایران
تقلب گسترده در امتحانات نهایی مدارس ایران یکی از چالش‌های نظام آموزشی ایران در سال‌های اخیر به ویژه از سال ۱۴۰۲ تاکنون می‌باشد.
از سال ۱۴۰۲ مصوبه شورای عالی انقلاب فرهنگی با موضوع تأثیر قطعی معدل در کنکور سراسری اجرا شد. پیش از این تأثیر معدل در کنکوری سراسری بصورت مثبت بود یعنی اثری منفی در نتایج کنکور سراسری نداشت.
علیرغم اینکه وزیر علوم در بهمن ۱۳۹۶ اعلام کرد طبق نظرسنجی سازمان سنجش آموزش کشور از داوطلبان حین برگزاری کنکور سراسری ۸۵ درصد داوطلبان تمایل به تأثیرگذاری سوابق تحصیلی در کنکور ندارند ولی شورای عالی انقلاب فرهنگی مصوبه تأثیر قطعی معدل را در سال ۱۴۰۰ تصویب کرد. همچنین طبق نظرسنجی اندیشکده مقابله با فقر و نابرابری آموزشی در مهر ماه ۱۴۰۳ مجدداً هشتاد و پنج درصد از دانش آموزان و اولیا و کادر آموزشی خواستار لغو تأثیر قطعی معدل در کنکور سراسری بودند.
طبق اعلام معاون آموزش متوسطه وزارت آموزش و پرورش در سال ۱۴۰۲، ۲۸۰۶ تخلف رسمی در حوزه امتحانات نهایی دبیرستان‌ها رخ داد که شامل ۱۶۷۲ مورد وسیله تقلب، ۳۵۹ استفاده از وسایل و ۱۳ مورد انتشار و افشای سوالات بعد از شروع آزمون نهایی مدارس اتفاق افتاد.
تأثیر قطعی معدل در کنکور سراسری موجب تشدید تقلب در امتحانات نهایی مدارس شده است.
مرکز بررسی‌های استراتژیک نهاد ریاست جمهوری در تاریخ ۵ تیر ماه ۱۴۰۰ در یک گزارش کارشناسی ۷ ایراد مصوبه تأثیر قطعی معدل شورای عالی انقلاب فرهنگی را اعلام کرد که یکی از آنها بالا رفتن انگیزه برای تقلب و تخلف در برگزاری امتحانات نهایی بوده است.